# Alex Kapranos
Alex Kapranos, rodným jménem Alexander Paul Kapranos Huntley, (* 20. března 1972 Almondsbury, Anglie) je kytarista, zpěvák a frontman glasgowské indie rockové skupiny Franz Ferdinand.

## Biografie
Narodil se 20. března 1972 v anglickém městečku Almondsbury, jeho matka byla Angličanka, otec Řek. V roce 1980 se s rodiči přestěhoval do Edinburghu a o čtyři roky později do Glasgow. Ve věku 17 let započal studia teologie na aberdeenské univerzitě. Tento obor nedostudoval, avšak na školu nezanevřel – navštěvoval University of Strathclyde v Glasgow, kde vystudoval obor Angličtina a catering (Bc.).
Před založením kapely Franz Ferdinand působil ve skupinách The Blisters (později The Karelia), The Amphetameanies a The Yummy Fur. S novými spoluhráči, které potkal potkal v Glasgow, si rychle získali přízeň publika druhým singlem „Take Me Out“ (vyšel 12. ledna 2004). Krátce nato následovalo debutové album Franz Ferdinand a úspěšný vstup do světového hudebního povědomí (deska vyšla i v USA a Japonsku). Druhý počin You Could Have It So Much Better dokonce obsadil první místo britské albové hitparády.
Alex Kapranos produkoval v roce 2007 třetí album skotské kapely The Cribs Men’s Needs, Women’s Needs, Whatever, mimo hudby psal také pro list The Guardian o kulinářských specialitách, které společně s kapelou zakoušel během turné v roce 2005.